# КТБ-Оберпфальц
КТБ-Оберпфальц (нем. Kontinentale Tiefbohrprogramm der Bundesrepublik Deutschland (KTB)) — сверхглубокая скважина, расположенная на территории Германии, рядом с городом Виндишэшенбах, на земле Бавария. Строительство велось с 1987 по 1995 год. Глубина скважины 9101 метров. Является самой вертикальной глубокой скважиной без существенных отклонений по азимуту до глубины 7500 метров. Её бурение обошлось в 583 млн немецких марок.

## Общая характеристика
Диаметр на устье 71 см. Диаметр на забое 16,5 см.Глубина скважины 9101 метров.
На скважине КТБ-Оберпфальц использовалось специальное оборудование, которое помогло удержать ствол скважины в вертикальном положении. После 7500 метров оборудование вышло из строя из-за высокой температуры и давления, поэтому на глубине 9101 метров ствол скважины отклонился от вертикали на 300 метров.
Проектная глубина — 12 км. Из-за высоких температур бурение было остановлено: скважина показала самую высокую температуру в забое из всех сверхглубоких — 300 градусов (Берта Роджерс в Оклахоме, США — 260°С, Тюменская сверхглубокая скважина в России — 230°С). При этом даже на меньших глубинах температура может быть и выше: в самой нижней точке скважины Солтон-Си в США на 3220 м была зафиксирована температура 355°С, а в скважине глубиной всего 1440 м в одной из молодых вулканических структур на западе США температура составила 465°С.